# Pont de la Ceinture de Jade
Le pont de la Ceinture de Jade (sinogrammes simplifiés : 玉带桥 ; sinogrammes traditionnels : 玉帶橋 ; pinyin: Yù Dài Qiáo), également appelé pont Gaoliang ou encore le pont en dos de chameau, est un pont lune piéton du XVIIIe siècle situé dans le Palais d'été de Pékin. Il est réputé pour son arche unique caractéristique.

## Historique
Le pont de la Ceinture de Jade est le plus connu des six ponts de la rive occidentale du lac de Kunming. Il a été érigé de 1751 à 1764, pendant le règne de l'empereur Qianlong.

## Description
L'édifice est construit en marbre et en diverses pierres blanches. Les rampes du pont sont ornées de sculptures représentant des motifs animaliers. L'unique arche de l'ouvrage offre un dégagement assez grand pour permettre à l'empereur de passer avec son navire-dragon, reliant ainsi le lac de Kumming à la rivière Yu voisine.